# Blut (Lebensmittel)
Blut gehört neben Muskelfleisch und einigen Innereien zu den nahrhaftesten Bestandteilen von Schlachttieren. Neben einem im Vergleich zu Fleisch nur geringfügig höheren Anteil von Wasser enthält es 18 Prozent Eiweiß und zwei Prozent weitere Stoffe, darunter besonders Eisen. In einigen Regionen Bayerns sowie in der Jägersprache wird Blut oft als Schwaaß bezeichnet.

## Verarbeitung als Lebensmittel

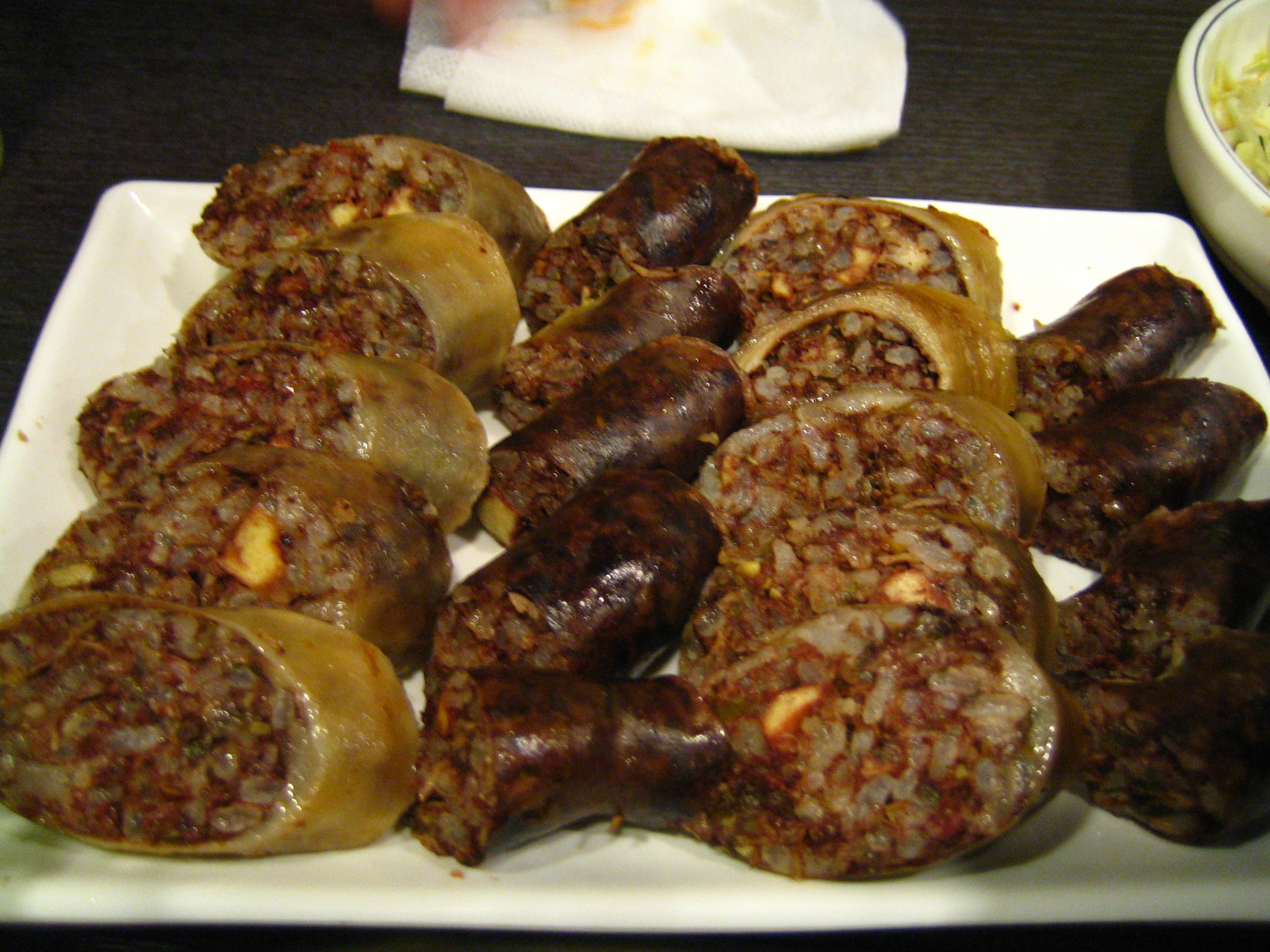
Soondae, eine koreanische Blutwurst

Da Blut im Kontakt mit Luft nach kürzester Zeit zu gerinnen beginnt, muss es, falls es nicht sofort getrunken wird, geschlagen werden, was die Gerinnung verzögert.
Verarbeitet wird es in Europa heute vor allem zu Würsten und Ähnlichem. Blutwurst ist die älteste überlieferte Wurstsorte, die bereits in Homers Ilias erwähnt wird und weltweit in vielen regionalen Küchen, zum Beispiel als roter Presskopf oder englischer und schottischer Black Pudding Verwendung findet, meist mit anderen Teilen des Tieres vermischt und mit Kräutern gewürzt. Hauptbestandteile sind Blut, Fett oder Speck, häufig auch geschmorte Zwiebeln und Milch oder Sahne und regional unterschiedliche Gewürze.
Traditionell ist Blut auch Bestandteil von Blutpudding, Blutsuppe, Schwarzsauer oder Pommerschen Tollatschen und dient auch zur Bindung von Saucen, vor allem von Wildgerichten wie z. B. Hasenpfeffer.

## Kulturgeschichte

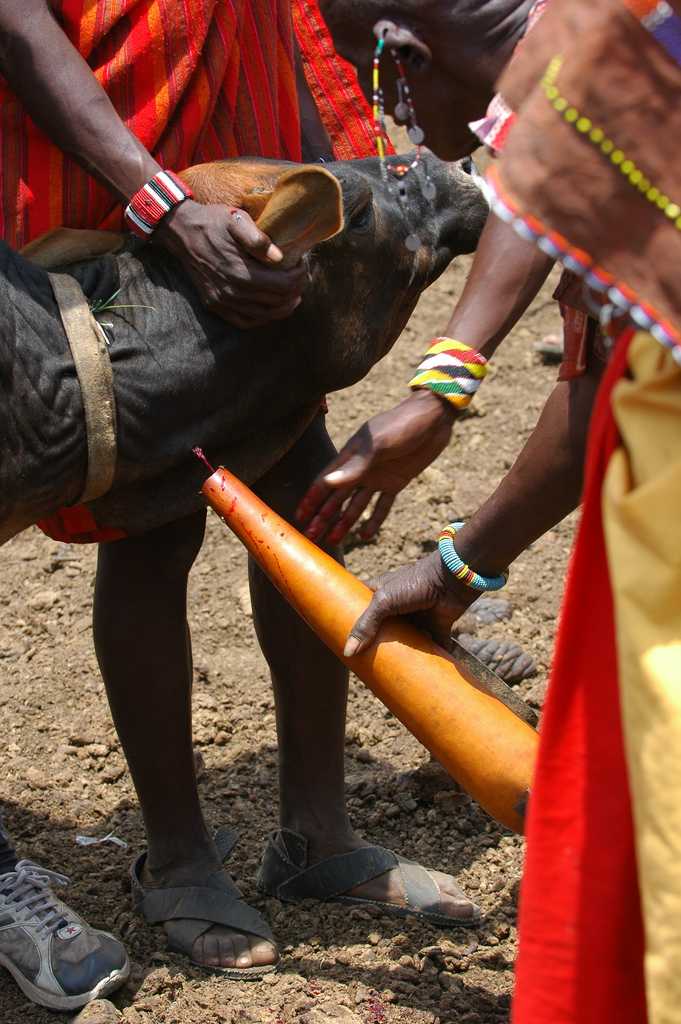
Gewinnung von Blut bei den Massai. Der Kopf des Rindes wird festgehalten, die zum Anschwellen gebrachte Halsvene angeritzt und das austretende Blut aufgefangen.

Als Lebensmittel diente Blut bereits bei urzeitlichen Jägern und Sammlern, vermutlich ähnlich wie bei solchen heute noch bestehenden Gesellschaften, in denen das frische Blut und die besonders schnell verderbliche rohe Leber den Jägern gleich nach dem Töten des Tiers als Nahrung dient. Zu den ursprünglichsten Kochtechniken nach dem Grillen gehört das Kochen in Tiermägen, -därmen und -häuten über dem offenen Feuer – eine Vorform der Wurst, bei der neben Fleisch- und Fettresten, Innereien und dem vergorenen Mageninhalt von Wiederkäuern auch das Blut Verwendung finden konnte.
Eine unmittelbare Form des Blutverzehrs ist von Nomadenvölkern wie den Massai bekannt: das „Anzapfen“ von Rindern, Pferden oder Kamelen (mithilfe von Aderlassbogen oder Aderlasspfeil), deren Blut dann direkt oder mit deren Milch vermischt getrunken wird. Dabei wird nur soviel Blut entnommen, dass die Tiere nicht ernstlich geschädigt werden. Diese Praxis war in der Vergangenheit auch bei Berbern und Mongolen üblich.
In Judentum und Islam ist der Verzehr von Blut tabu, weshalb dort das Schächten vorgeschrieben ist, also das Töten des Tieres durch Durchtrennung der Halsschlagadern, was das Tier durch eigene Herztätigkeit weitgehend ausbluten lässt. Weniger bekannt ist, dass der Verzehr von Blut auch in der Frühzeit des Christentums von Seiten der Kirche untersagt war und als heidnisch galt. Beispielsweise verbietet Gott laut der Tora und dem Alten Testament nach der Sintflut (Genesis 9,4 ) den Verzehr von Blut; ebenso wurde er vom Apostelkonzil verboten, wovon das Neue Testament (Apg 15,19–21 ) berichtet.
Blut galt in manchen Kulturen als Sitz der Seele, auch bei Tieren. In der jüdischen und islamischen Kultur wurde Blut darum vom Verzehr ausgeschlossen. In Nordeuropa galt es jedoch als unangemessen, es nicht zu nutzen, da angenommen wurde, dass der Verzehr von Tierblut Kraft und Stärke verleihe. Diese Vorstellung änderte auch die Christianisierung nicht grundsätzlich; die nordischen Völker behielten ihre traditionellen Blutgerichte, wie Blutsuppe oder Blutwurst bei (siehe dazu auch das irische Drisheen).